# 벨소리

벨소리.

벨소리(영어: Ringtone) 또는 착신음(着信音)이란 전화가 걸려왔을 때 수신자에게 알리기 위해 전화기에서 나는 소리를 뜻한다.

## 개요
일반적으로 한국에서 벨소리라고 하면 휴대전화의 벨소리만을 뜻하며 수신음, 전화알림음 등의 순화표현도 쓰이나 2012년 2월 현재 국립국어원에서 정한 표현은 존재하지 않는다.

## 역사
과거 거치형 전화기의 경우 벨이 울리는 소리를 내었기 때문에 벨소리라는 표현이 생겼으며 휴대전화 역시 초창기엔 단음의 벨소리를 재생하였다. 96년, 일본에서 MIDI화 기술을 구상하여 97년에 상용화되었다. 이후 2000년을 전후하여 한국에도 보급되었으며 2000년대 중반부터는 단순한 MIDI음이 아닌 샘플링 된 음원을 사용이 보편화되었다.

## 종류
대부분의 휴대전화에는 짤막한 음원이 몇 종류 포함되어 있어 이 중에서 취향에 맞춰 사용가능 할 수 있도록 되어있다. 벨소리 다운로드 서비스를 제공하는 업체에서 구입하여 사용할 수도 있고 사용자가 직접 만들어서 쓸 수도 있다. 일반적으론 대중가요와 클래식 음악의 한 소절이 많이 쓰인다.